# Tatra 815
T815 er en terrængående lastbil med 2, 3 eller fire aksler med drift på alle hjulene fra tjekkiske Tatra. Den blev lanceret i 1982 og produceres fremdeles i fabrikken i Koprivnice.
Den blev først introduceret med en 10-cylindret luftkølet dieselmotor på 15,8 liter og et drejemoment på 1010 NM ved 1400 rpm. Senere kom en 19-liters 470 hk motor med enten 1130 eller 1295 NM drejemoment, og en 12,7 liter 8-cylindret motor med 840 NM ved 1400 rpm. Typisk har en T815 14-15 tons lastekapacitet.
Understellet består af en centralrørsramme og pendelaksler, noget den har arvet fra forgængeren T813.